# سه‌چرخه باری
یک سه‌چرخهٔ باری سه‌چرخه‌ای با نیروی انسانی است که تنها برای ترابری بارهای سنگین به کار می‌رود.
ساختار این وسایل معمولاً شامل بخش‌های گوناگونی می‌شود که از یک جایگاه حامل فولادی، یا یک جعبهٔ باز یا بسته، یک سکوی تخت، یا یک سبد سیمی ساخته شده‌است. این‌ها معمولاً روی یک یا دو چرخ سوار می‌شود، که یا در پایین و پشت چرخ جلو، یا بین چرخ‌های موازی در جلو یا پشت وسیله قرار می‌گیرند. بدنه و بخش انتقال قدرت باید به‌گونه‌ای ساخته شوند که توانایی تحمل بارهایی با چندین برابر وزن خود وسیله را داشته‌باشند.

## نگارخانه

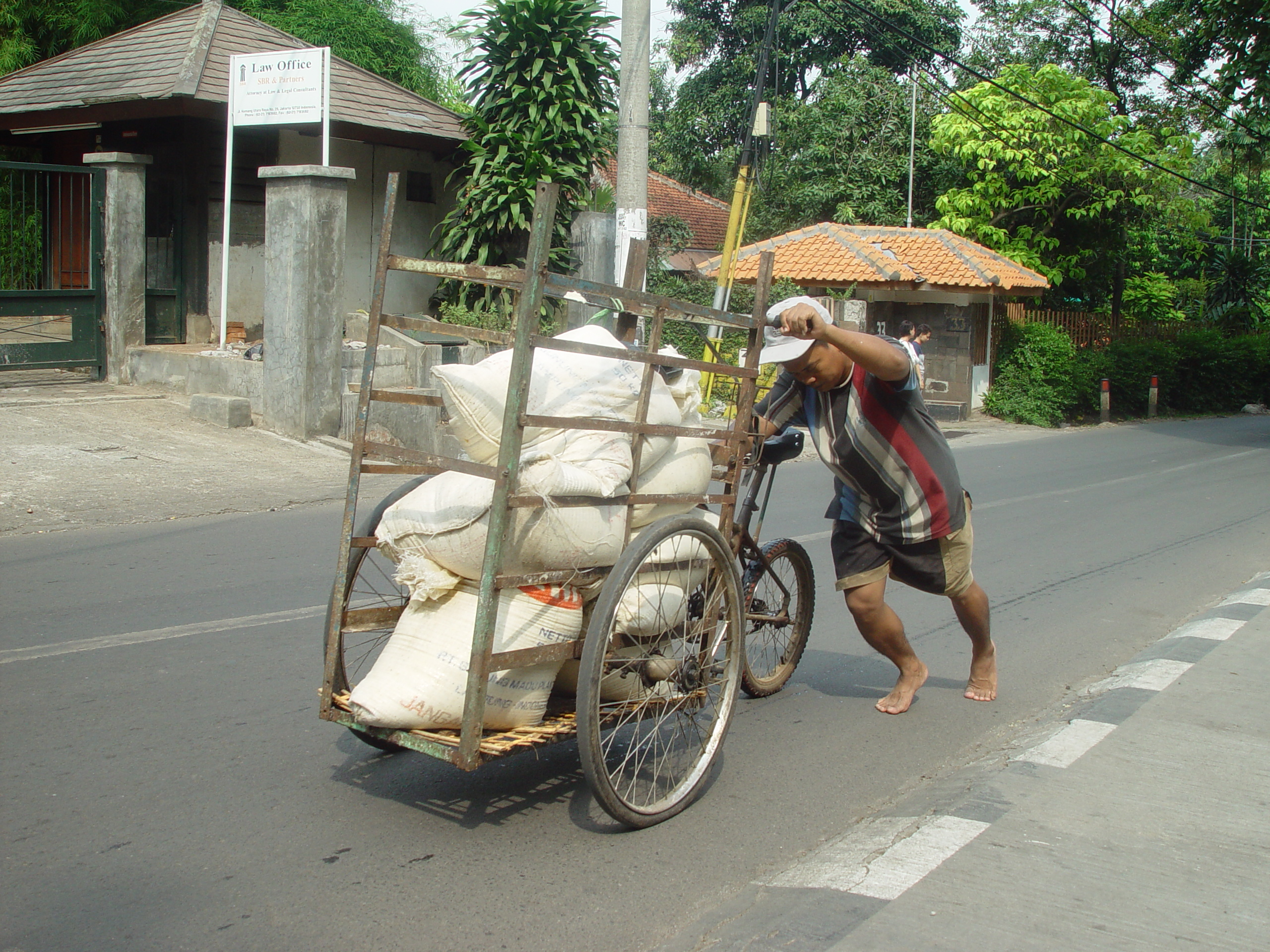
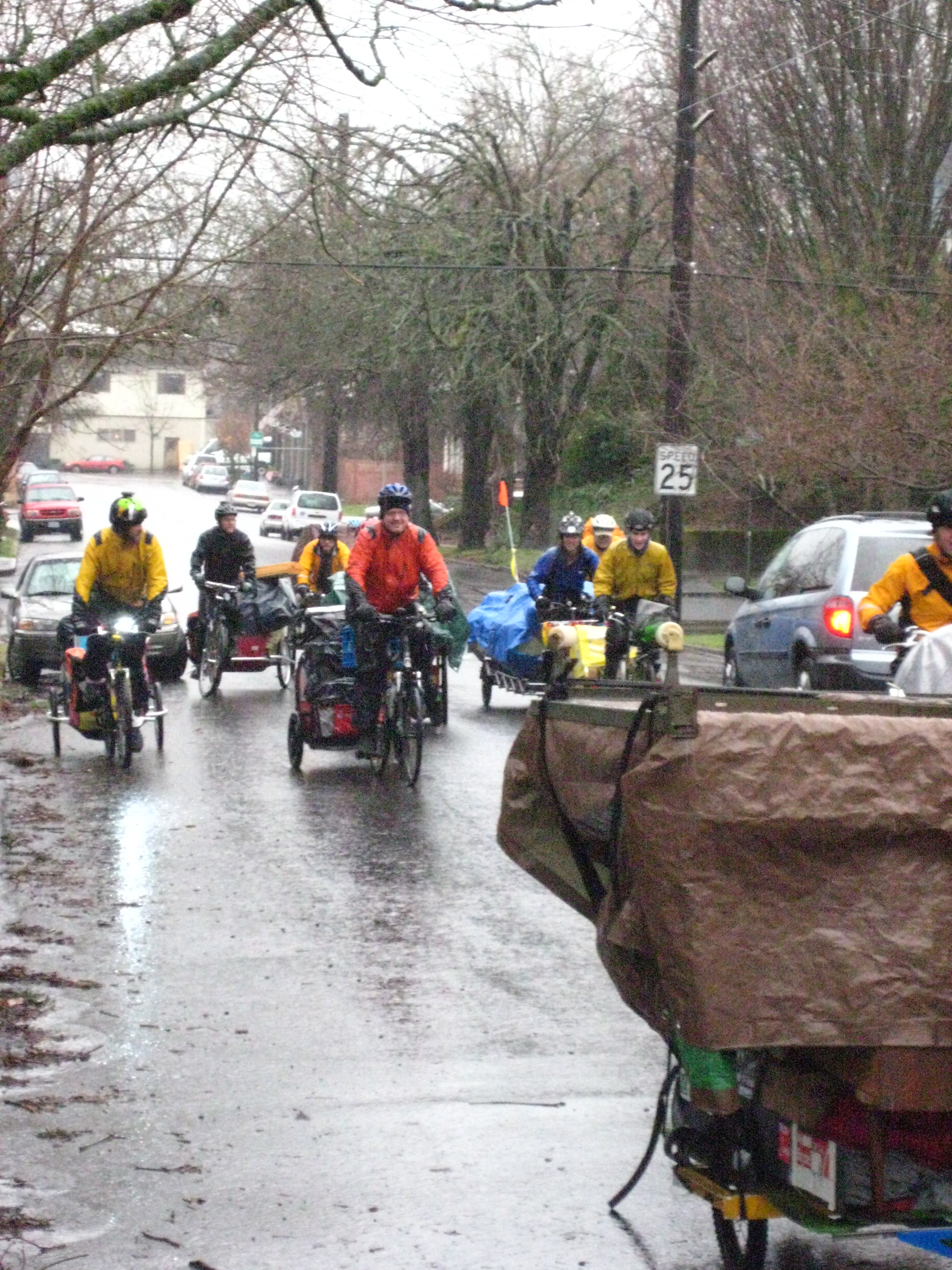
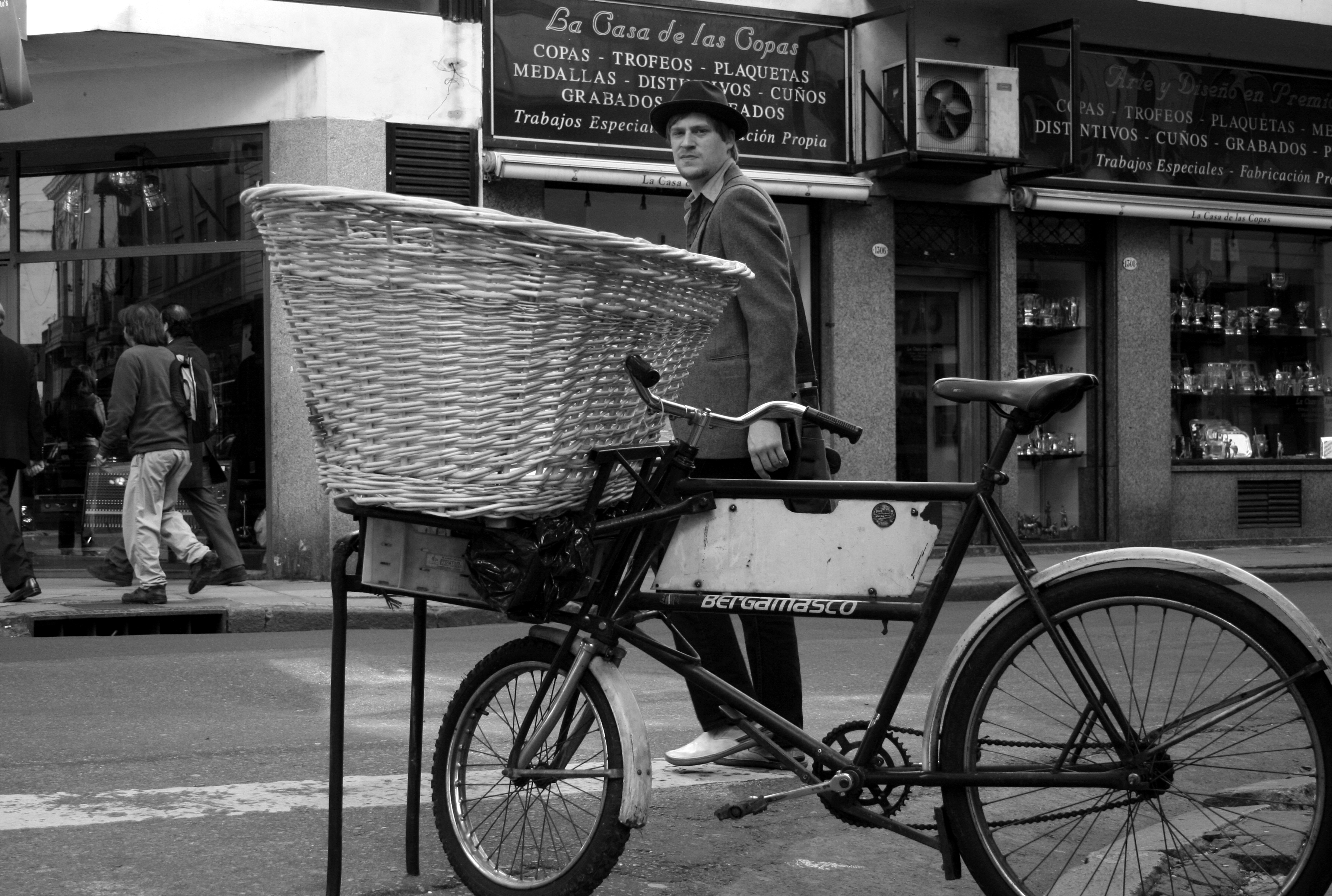
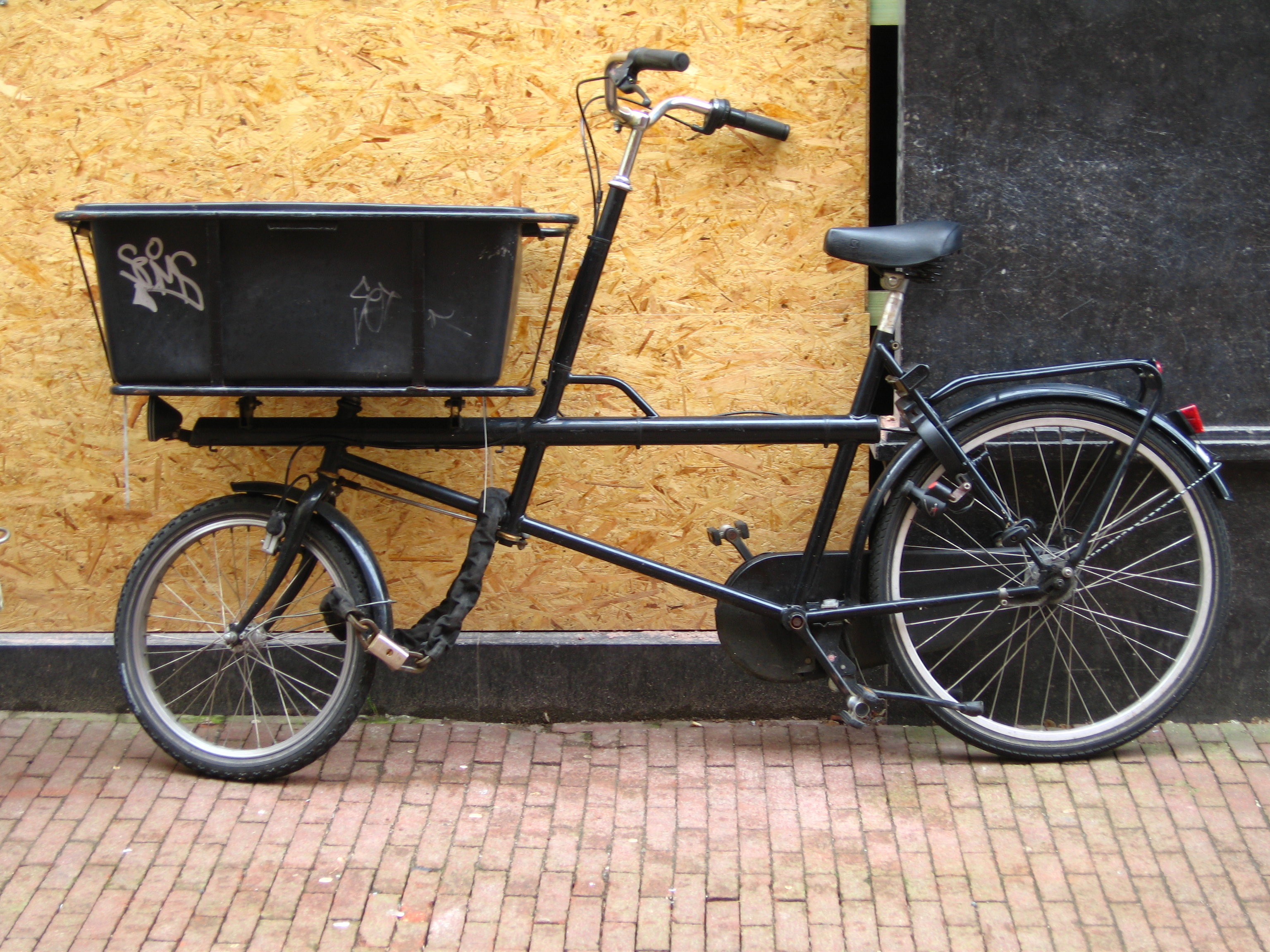
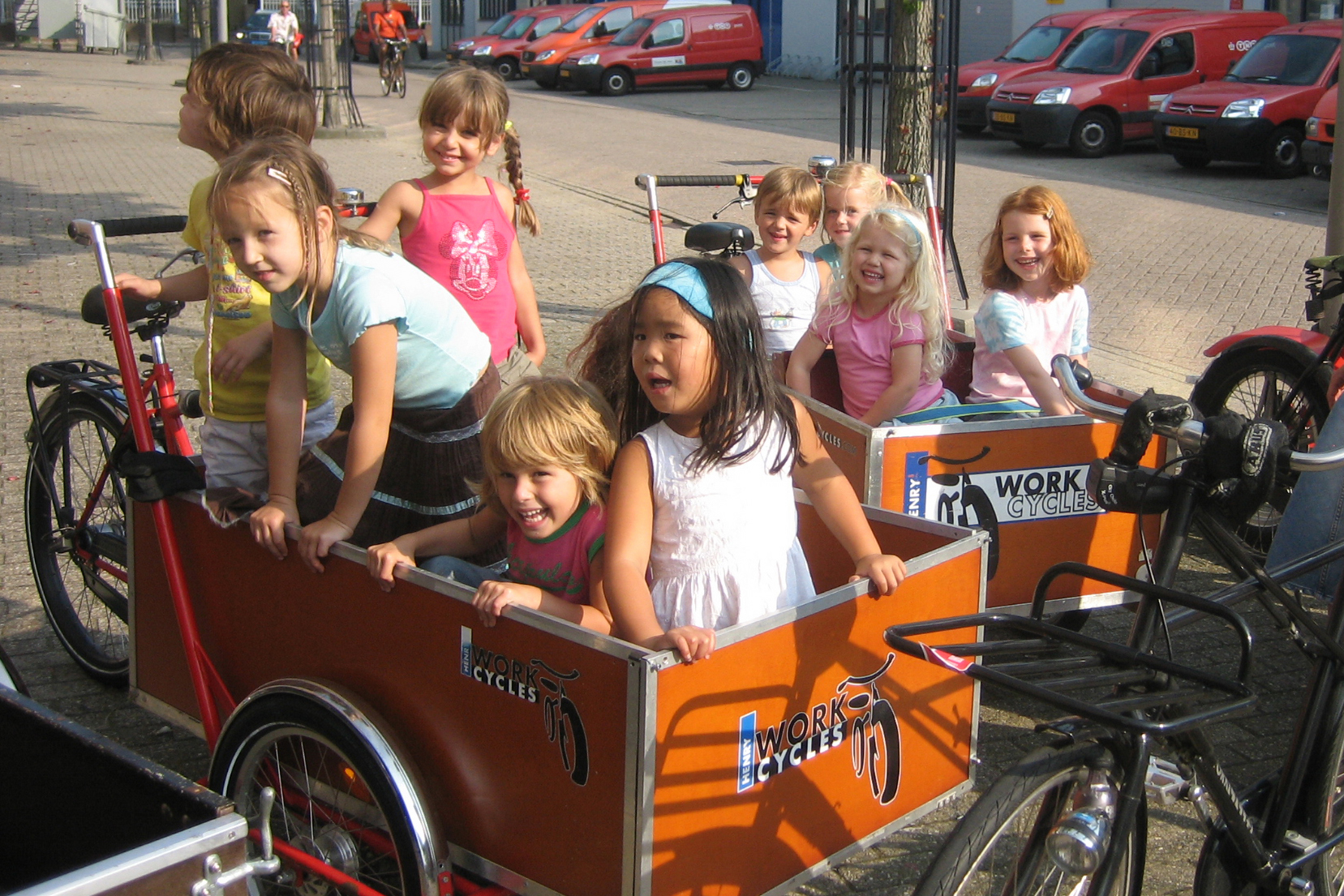